# Uesugi Harunori

L'emblema, o mon, del clan Uesugi

Uesugi Harunori (上杉 治憲?; Edo, 9 settembre 1751 – 2 aprile 1822) è stato un daimyō giapponese, il nono capo del dominio di Yonezawa (oggi è la regione di Yonezawa e di Okitama), e un discendente di Fujiwara no Yoshikado.

## Biografia
Nato a Edo, era il secondo figlio di un daimyō del clan Akizuki, che controllava parte della provincia di Hyūga. Sua madre era nipote del quarto capo di Yonezawa. I suoi nomi di infanzia erano "Matsusaburō" (松三郎) e "Naomatsu" (直松). Fu adottato da Uesugi Shigesada, l'allora daimyō di Yonezawa, e nel 1767 gli succedette. Dopo il pensionamento, adottò il gō, o pseudonimo, Yōzan (鷹山). Fu portato all'età di 16 anni nell'area di Yonezawa da un piccolo feudo nel Kyūshū meridionale essendo figlio adottato del clan Uesugi.
Oggi, è maggiormente ricordato per le sue riforme finanziarie ed è spesso menzionato come esempio di un buon governatore di un dominio. Yonezawa era indebitato da circa un secolo quando Harunori salì al potere; Shigesada considerò persino l'idea di consegnare il dominio allo shogunato come ultima spiaggia. Tuttavia, fu convinto dal suocero, il daimyō della provincia di Owari, di dimettersi da daimyō. Fu in questa circostanza che Harunori diventò il daimyō di Yonezawa. Introdusse severe misure disciplinari, e ordinò l'esecuzione di numerosi karō (consiglieri) che si opposero al suo programma. Come conseguenza delle varie misure prese, Yonezawa prosperò e non soffrì molto la carestia che colpì il Giappone nell'era Tenmei (1781–1789). Ad esempio gli Uesugi scelsero di tenere gli anticipi ma tagliarono i salari a un sesto. Anche Yozan tagliò le sue spese, indossando abiti di cotone invece di seta e mangiare ai pasti solo una ciotola di zuppa e verdura. Ridusse il suo sussidio governativo da 1 500 ryō annuali a 209 ryō e il numero di servitori da cinquanta a nove. Stabilì politiche che incentivassero i nuovi settori come la tessitura, le ceramiche e la carta, e incoraggiò le imprese esistenti come la paraffina, la seta grezza e il lino. L'istruzione fu necessaria per creare uomini che arricchissero il paese quindi riaprì la scuola del clan, che aveva chiuso i battenti per problemi finanziari, e invitò degli studiosi di Edo a insegnare. Istituì anche una scuola medica per insegnare le più recenti nozioni di medicina dall'Olanda. Un altro cambio di politica assicurava acqua dalle montagne per i campi di riso ingaggiando servitori e samurai per scavare canali di irrigazione e per riparare gli argini. Una riforma amministrativa e promozioni basate sul merito e non sul ceto sociale, eliminarono gli sprechi e semplificarono gli uffici pubblici. Quando Yōzan salì al potere, il debito totale del feudo aveva raggiunto il livello di 200 000 ryō; entro il 1823 l'intero ammontare del debito era stato interamente ripagato. Nel 1830, meno di un decennio dopo la morte di Harunori, Yonezawa fu ufficialmente dichiarato dallo shogunato un esempio di un dominio ben governato.
Rivelò le sue opinioni sul governo e sul ruolo di un signore feudale in una lettera al figlio Haruhiro:
Il popolo appartiene allo stato; non dovrebbe essere amministrato in modo egoista.

Il signore esiste per il bene dello stato e del popolo: lo stato e il popolo non esistono per il bene del signore.»
Inoltre, il suo punto di vista sull'autodisciplina è ben conosciuto nella cultura giapponese:
Se non lo fai, non puoi – questo vale per tutte le cose.

Quando qualcosa non può essere fatto, sei tu quello cui dare la colpa

Per non esserti impegnato.»